# 스트라이퍼
스트라이퍼(Stryper)는 미국의 메탈밴드이다. 멤버구성은 마이클 스위트, 로버트 스위트, 오즈 폭스, 티모시 게인즈으로 구성되어 있다. 기독교적인 내용을 담은 크리스천 메탈의 대표주자이다.